# نقابة العمال العامة في ألمانيا
نقابة العمال العامة في ألمانيا (AAUD)، هو اسم أُطلِق على منظمات المصانع التي تكونت بعد الثورة الألمانية 1918–1919 لتحل محل نقابات العمال التقليدية. وقد تكونت هذه النقابة على يد الشيوعيين اليساريين في اتحاد العمال الشيوعيين في ألمانيا (KAPD) الذين كانوا يرون التنظيم بناءً على الحرفة نوعًا من التنظيم قديم الطراز. ودعموا، بدلاً من ذلك، تنظيم العمال على أساس المصانع، ومن ثم تشكلت نقابة العمال العامة في ألمانيا. وقد نظم الشيوعيون المجلسيون هذه المنظمات الصناعية لتكون بمثابة الأساس الذي قامت عليه مجالس العمال بجميع أنحاء المنطقة.
وقد انشق أحد أقسام نقابة العمال العامة في ألمانيا (AAUD)، والذي كان يرؤسه أوتو رول، ووقع مقره في إسن، عن النقابة, مكونة فرع إسن لنقابة العمال العامة في ألمانيا.

## وصلات خارجية
- Program of the AAUD
- The Communist Left in Germany 1918-1921